# Santa Barbara Bowl
Santa Barbara Bowl ist ein Open-Air-Konzertgelände oberhalb von Santa Barbara, Kalifornien. 

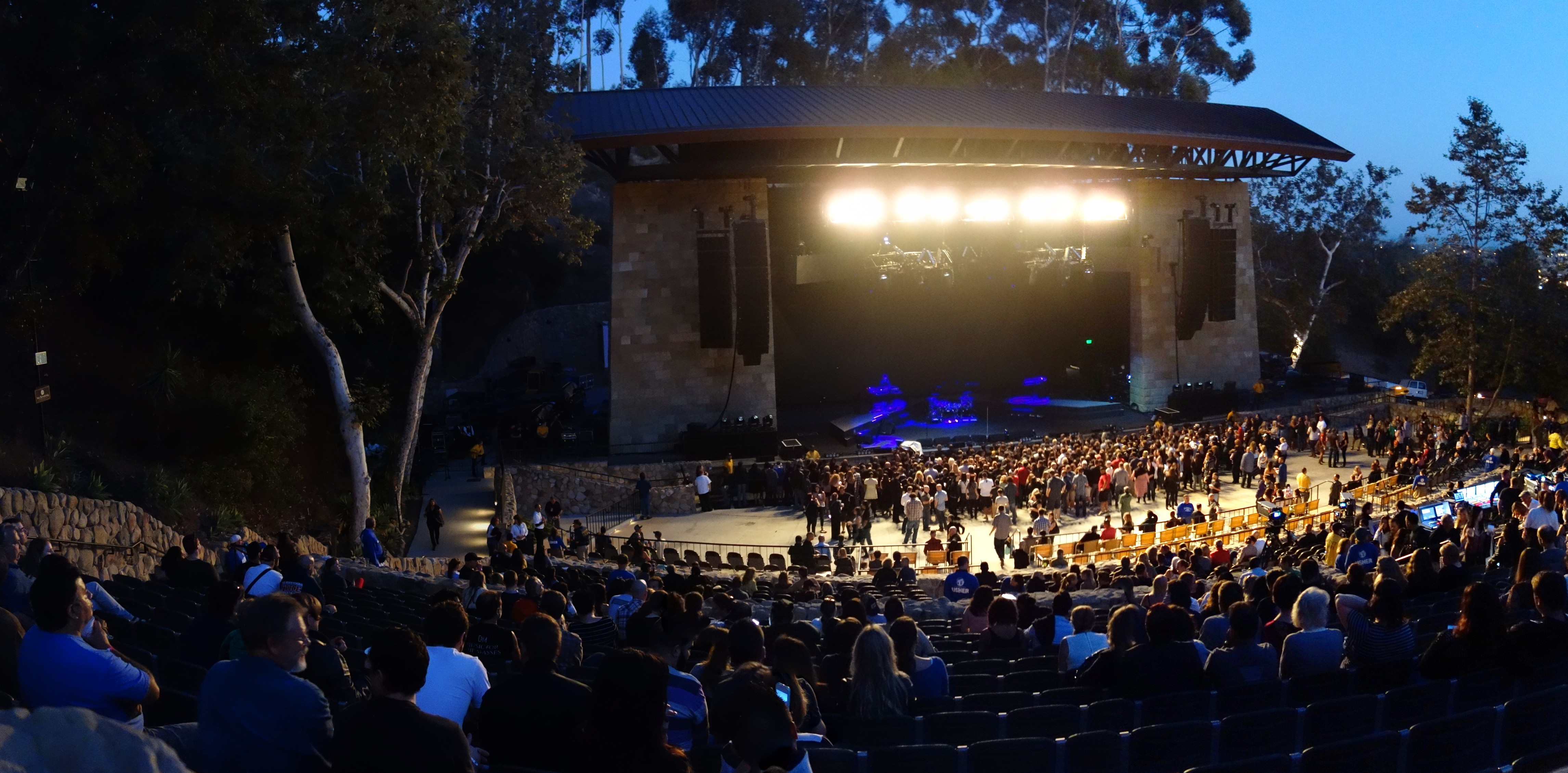
Santa Barbara Bowl vor einem Konzert von Depeche Mode im September 2013

Betrieben wird das Gelände seit 1994 von der Santa Barbara Bowl Foundation. In der Bowl finden von April bis in den Oktober hinein im Mittel um die 27 vornehmlich Pop-Konzert statt. Die Bühne hat 4.562 Sitzplätze.

## Geschichte
Die Bühne wurde 1936 für damals 80.000 US-Dollar als eine Art Arbeitsbeschaffungsmaßnahme von der Works Progress Administration (WPA) errichtet. Ursprünglich war sie als Erholungsort für die Bevölkerung Santa Barbaras vorgesehen.
1981 gründeten Enthusiasten die Santa Barbara Bowl Foundation, um das Gelände zu beleben. Nach langen Verhandlungen mit dem Santa Barbara County übernahm die Bowl Foundation 1994 die Verantwortung für das Management, Instandhaltung und Renovierung des Historischen Ortes. Besitzer ist weiterhin das County. Die Santa Barbara Bowl Foundation wird von Community-Freiwilligen geleitet, mit dem Ziel, die Bowl zur führenden Freilichtbühne für Kunst in Kalifornien zu machen.

## Musikgeschichte
Auf der Santa Barbara Bowl spielten immer wieder bedeutende Künstler der Rock, Pop, Reggae und Folk-Geschichte. Lange Zeit war die Bühne Durchgangsstation für Künstler, die von Los Angeles nach San Francisco tourten. Das Reggae Sunsplash machte in der Bowl station.
In der Bowl spielten u. a. Santana, Joni Mitchell und Bob Dylan. In jüngerer Zeit spielten Depeche Mode, The Kinks, Radiohead, R.E.M., The Psychedelic Furs, Foo Fighters, Wilco oder die Scorpions auf der Bühne.
1979 spielte hier Bob Marley and the Wailers.